# 时序图
序列图（Sequence Diagram），亦称为循序圖、时序图，是一种UML行为图。描述物件在時間序列中的交叉作用。序列圖會描繪在此情境下有關的物件，以及此物件和其他物件交換訊息的順序。序列图一般和待開發系統邏輯視圖上，用例的實現有關。序列图有時也稱為事件圖或事件情境。
序列图中會繪出許多同時存在的不同物件（以垂直線表示，線的開始及結束為生命線，表示物件的產生及結束），而物件之間橫向的箭頭，表示物件之間交換的訊息，會以發生的先後順序來排列。因此可以用圖形的方式，簡單說明用例在執行時的情形。

## 元素

檢查Email的UML循序圖

循序圖包含四類元素，他们分别是：
1. 物件（Object）
2. 生命線（Lifeline）
3. 訊息（Message）
4. 活化（Activation）